# Brylancik niebieskogardły
Brylancik niebieskogardły (Heliodoxa jacula) – gatunek małego ptaka z rodziny kolibrowatych (Trochilidae). Zamieszkuje Amerykę Centralną i północno-zachodnią część Ameryki Południowej. Nie jest zagrożony wyginięciem.

## Systematyka
Gatunek ten jako pierwszy opisał John Gould, nadając mu nazwę Heliodoxa jacula, która obowiązuje do tej pory. Opis ukazał się w 1850 roku na łamach „Proceedings of the Zoological Society of London”. Jako miejsce typowe autor wskazał Santa Fe de Bogotá (dawna nazwa Bogoty).
Wyróżnia się trzy podgatunki H. jacula:
- H. j. henryi Lawrence, 1867
- H. j. jacula Gould, 1850
- H. j. jamersoni (Bourcier, 1851)

## Morfologia
WyglądProsty, czarny dziób. Pióra zielone z niewyraźną fioletową plamą na gardle. Ogon długi, niebieskoczarny, rozwidlony. Samica od spodu biała, z gęsto ułożonymi zielonymi plamami. Z wierzchu zielona, z białą plamą za okiem i białym paskiem policzkowym. Ogon biało zakończony.
Rozmiarydługość ciała: samce 12–13 cm, samice 10,5–12 cm
średnia masa ciała: samce 7,9 g, samice 6,8 g; podgatunek henryi: samce 9,4 g, samice 8,2 g

## Zasięg, środowisko
Występuje od Kostaryki po Ekwador. Głównie spotykany w wysokogórskich lasach.
Poszczególne podgatunki zamieszkują:
- H. j. henryi – Kostaryka do zachodniej Panamy
- H. j. jacula – wschodnia Panama, północna i środkowa Kolumbia
- H. j. jamersoni – południowo-zachodnia Kolumbia, zachodni Ekwador

## Zachowanie
Zwykle kiedy żeruje, przysiada na kwiatach. Odwiedza kwiaty roślin, które rosną na średnim piętrze lasu, czasami broni źródeł pokarmu.

## Status
Międzynarodowa Unia Ochrony Przyrody (IUCN) uznaje brylancika niebieskogardłego za gatunek najmniejszej troski (LC – Least Concern). W 2022 roku organizacja Partners in Flight szacowała liczebność populacji na 500 000 – 4 999 999 dorosłych osobników. Ptak ten opisywany jest jako dość pospolity, ale rozmieszczony plamowo. Ze względu na brak dowodów na spadki liczebności bądź istotne zagrożenia dla gatunku oraz pewną jego tolerancję na modyfikacje i zaburzenia siedlisk przez człowieka, BirdLife International ocenia trend liczebności populacji jako prawdopodobnie stabilny.